# Marquise
Marquise és un municipi francès situat al departament del Pas de Calais i a la regió dels Alts de França. L'any 2007 tenia 5.067 habitants.

## Demografia

### Població
El 2007 la població de fet de Marquise era de 5.067 persones. Hi havia 1.841 famílies de les quals 480 eren unipersonals (160 homes vivint sols i 320 dones vivint soles), 492 parelles sense fills, 717 parelles amb fills i 152 famílies monoparentals amb fills.
La població ha evolucionat segons el següent gràfic:
Habitants censats

### Habitatges
El 2007 hi havia 2.036 habitatges, 1.905 eren l'habitatge principal de la família, 35 eren segones residències i 96 estaven desocupats. 1.795 eren cases i 237 eren apartaments. Dels 1.905 habitatges principals, 1.234 estaven ocupats pels seus propietaris, 629 estaven llogats i ocupats pels llogaters i 42 estaven cedits a títol gratuït; 16 tenien una cambra, 104 en tenien dues, 251 en tenien tres, 448 en tenien quatre i 1.086 en tenien cinc o més. 1.186 habitatges disposaven pel capbaix d'una plaça de pàrquing. A 916 habitatges hi havia un automòbil i a 657 n'hi havia dos o més.

### Piràmide de població
La piràmide de població per edats i sexe el 2009 era:
| Homes | Edats   | Dones |
| ----- | ------- | ----- |
| 0     | 95 o +  | 0     |
| 4     | 90 a 94 | 24    |
| 28    | 85 a 89 | 52    |
| 28    | 80 a 84 | 52    |
| 84    | 75 a 79 | 136   |
| 84    | 70 a 74 | 160   |
| 84    | 65 a 69 | 120   |
| 80    | 60 a 64 | 88    |
| 68    | 55 a 59 | 96    |
| 132   | 50 a 54 | 132   |
| 180   | 45 a 49 | 148   |
| 172   | 40 a 44 | 160   |
| 160   | 35 a 39 | 156   |
| 208   | 30 a 34 | 128   |
| 156   | 25 a 29 | 172   |
| 104   | 20 a 24 | 176   |
| 184   | 15 a 19 | 148   |
| 220   | 10 a 14 | 168   |
| 180   | 5 a 9   | 144   |
| 132   | 0 a 4   | 96    |

## Economia
El 2007 la població en edat de treballar era de 3.106 persones, 2.124 eren actives i 982 eren inactives. De les 2.124 persones actives 1.819 estaven ocupades (1.036 homes i 783 dones) i 305 estaven aturades (144 homes i 161 dones). De les 982 persones inactives 244 estaven jubilades, 310 estaven estudiant i 428 estaven classificades com a «altres inactius».

### Ingressos
El 2009 a Marquise hi havia 1.937 unitats fiscals que integraven 5.060,5 persones, la mediana anual d'ingressos fiscals per persona era de 14.629 €.

### Activitats econòmiques
Dels 242 establiments que hi havia el 2007, 5 eren d'empreses extractives, 8 d'empreses alimentàries, 7 d'empreses de fabricació d'altres productes industrials, 17 d'empreses de construcció, 59 d'empreses de comerç i reparació d'automòbils, 11 d'empreses de transport, 17 d'empreses d'hostatgeria i restauració, 2 d'empreses d'informació i comunicació, 14 d'empreses financeres, 11 d'empreses immobiliàries, 24 d'empreses de serveis, 50 d'entitats de l'administració pública i 17 d'empreses classificades com a «altres activitats de serveis».
Dels 67 establiments de servei als particulars que hi havia el 2009, 1 era una oficina d'administració d'Hisenda pública, 1 gendarmeria, 1 oficina de correu, 5 oficines bancàries, 1 funerària, 9 tallers de reparació d'automòbils i de material agrícola, 1 taller d'inspecció tècnica de vehicles, 2 autoescoles, 1 paleta, 4 guixaires pintors, 4 fusteries, 3 lampisteries, 3 electricistes, 1 empresa de construcció, 9 perruqueries, 4 veterinaris, 6 restaurants, 8 agències immobiliàries, 1 tintoreria i 2 salons de bellesa.
Dels 27 establiments comercials que hi havia el 2009, 3 eren supermercats, 1 un supermercat, 1 una botiga de més de 120 m², 5 fleques, 2 carnisseries, 1 una peixateria, 6 botigues de roba, 1 una botiga de roba, 2 sabateries, 1 una sabateria i 4 floristeries.
L'any 2000 a Marquise hi havia 19 explotacions agrícoles que ocupaven un total de 754 hectàrees.

## Equipaments sanitaris i escolars
El 2009 hi havia 1 centre de salut, 3 farmàcies i 1 ambulància.
El 2009 hi havia 2 escoles maternals i 4 escoles elementals. A Marquise hi havia 2 col·legis d'educació secundària i 1 liceu tecnològic. Als col·legis d'educació secundària hi havia 1.280 alumnes i als liceus tecnològics 270.

## Poblacions més properes
El següent diagrama mostra les poblacions més properes.